# Kneva
Kneva is een geslacht van vliesvleugeligen uit de familie Pteromalidae. De wetenschappelijke naam van dit geslacht is voor het eerst geldig gepubliceerd in 1988 door Boucek.

## Soorten
Het geslacht Kneva is monotypisch en omvat slechts de volgende soort:
- Kneva plana Boucek, 1988